# Tyršův most (Děčín)
Tyršův most v Děčíně byl dokončen v roce 1933, nahradil starší řetězový Most císařovny Alžběty. 
Starý řetězový most byl postaven v roce 1855, kdy Děčín nutně potřeboval spolehlivé spojení s Podmokly na levém břehu Labe, kudy v té době procházela železniční trať z Prahy do Drážďan dokončená v roce 1851. Nástupem automobilové dopravy přestal řetězový most technicky i kapacitně vyhovovat. Z úsporných důvodů byla vybrána varianta s náhradou mostní řetězové konstrukce moderní ocelovou na upravených pilířích původního mostu. Zakázku na stavbu získala ve veřejné soutěži akciová společnost Škodovy závody v Plzni.

## Parametry
Most se skládá ze tří polí. Prostřední pole je konstruováno jako obloukové s horním obloukem o výšce 17,5 m a má rozpětí 118,1 m. Krajní pole jsou trámové konstrukce a mají shodnou délku 30,5 m. Šířka vozovky je 9,2 m.
Ocelová nýtovaná konstrukce má hmotnost 1200 t, z toho 715 t oceli St 52 (což je ekvivalent oceli 11523) a bylo v ní použito 70 tisíc nýtů.
Celková hmotnost původního mostu byla 2400 t.

## Průběh stavby
Stavba ocelového mostu započala začátkem března v roce 1933. Na obou březích na protiproudní straně řetězového mostu byly na pomocných pilířích smontovány poloviny obloukové konstrukce středního pole. Tyto poloviny byly v červnu posunuty na pomocnou bárku uprostřed řeky a spojeny. Následovala montáž krajních trámových polí a osazení konstrukce betonovou deskou s dlažbou. V polovině září byla provedena zatěžovací zkouška a následné převedení dopravy na nový most. Následovala úprava pilířů starého mostu. Pískovcové pylony byly odbourány pod úroveň konstrukce a osazeny žulovými podstavci pro ložiska. Vlastní přesun do definitivní polohy proběhl 9. prosince 1933. V 8 hodin ráno byla na mostě zastavena doprava a během čtyř hodin byl pomocí ručních vrátků za mrazu −16 °C celý most přesunut a usazen. Téhož dne odpoledne byl most slavnostně otevřen a zprovozněn. Byl nazván na počest děčínského rodáka dr. Miroslava Tyrše.
V době otevření byl Tyršův most největší svého druhu v Československu.

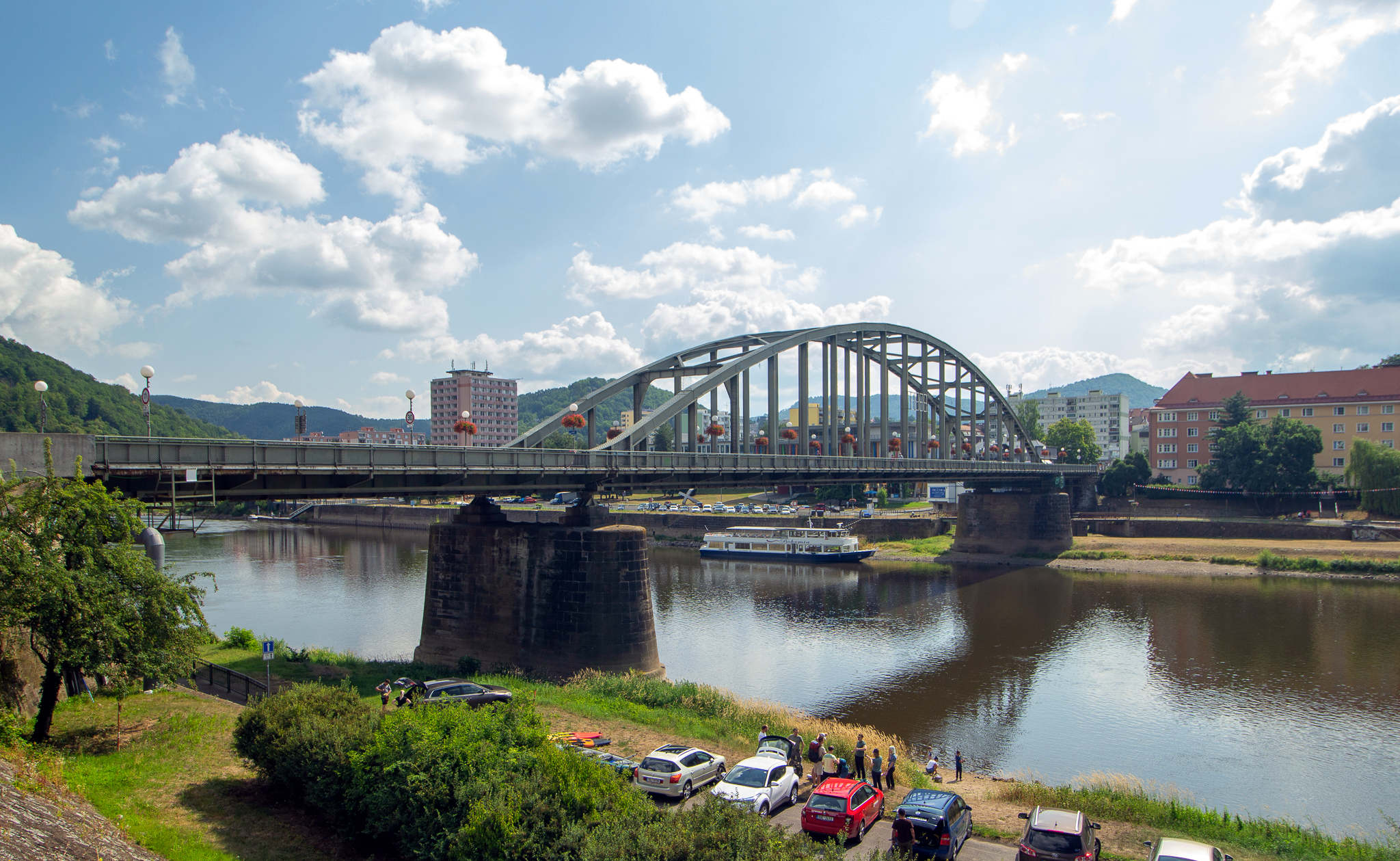
Pohled z nábřeží na Tyršův most
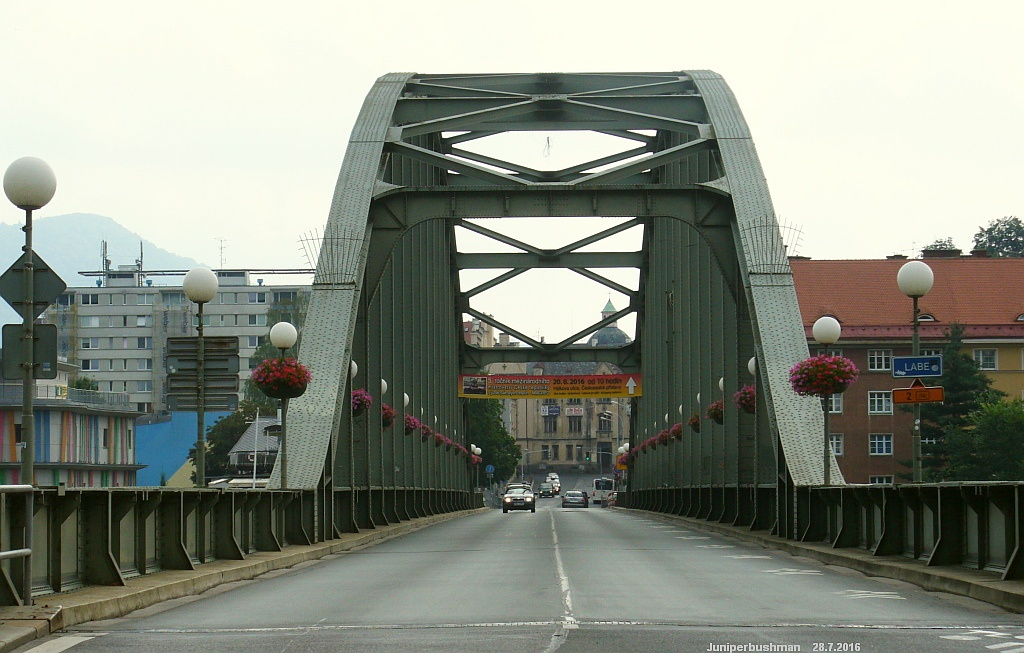
Pohled v ose vozovky
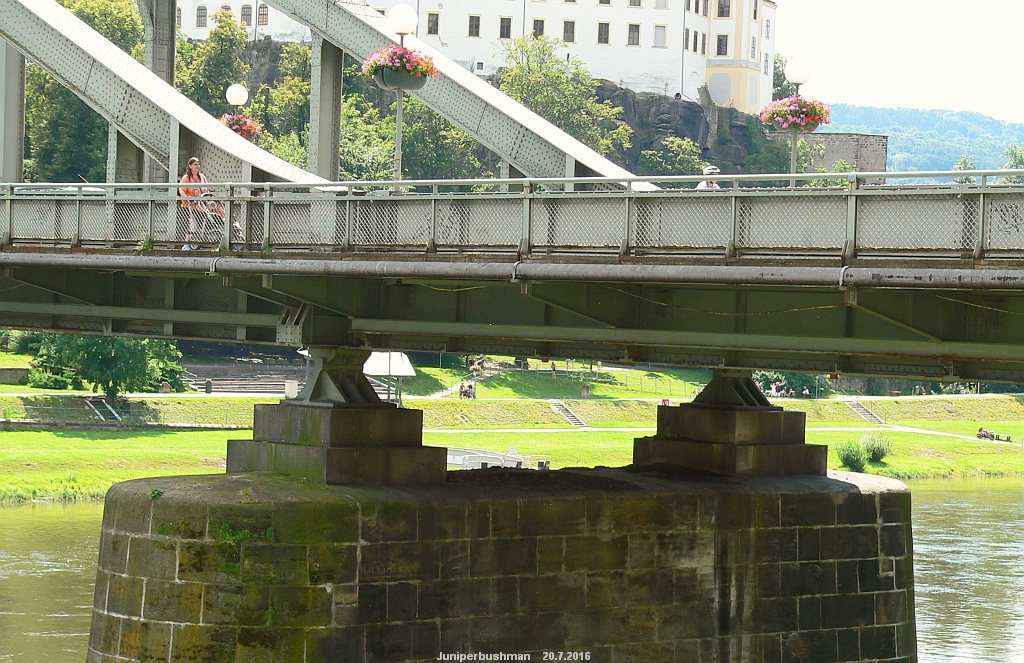
Usazení ložisek Tyršova mostu
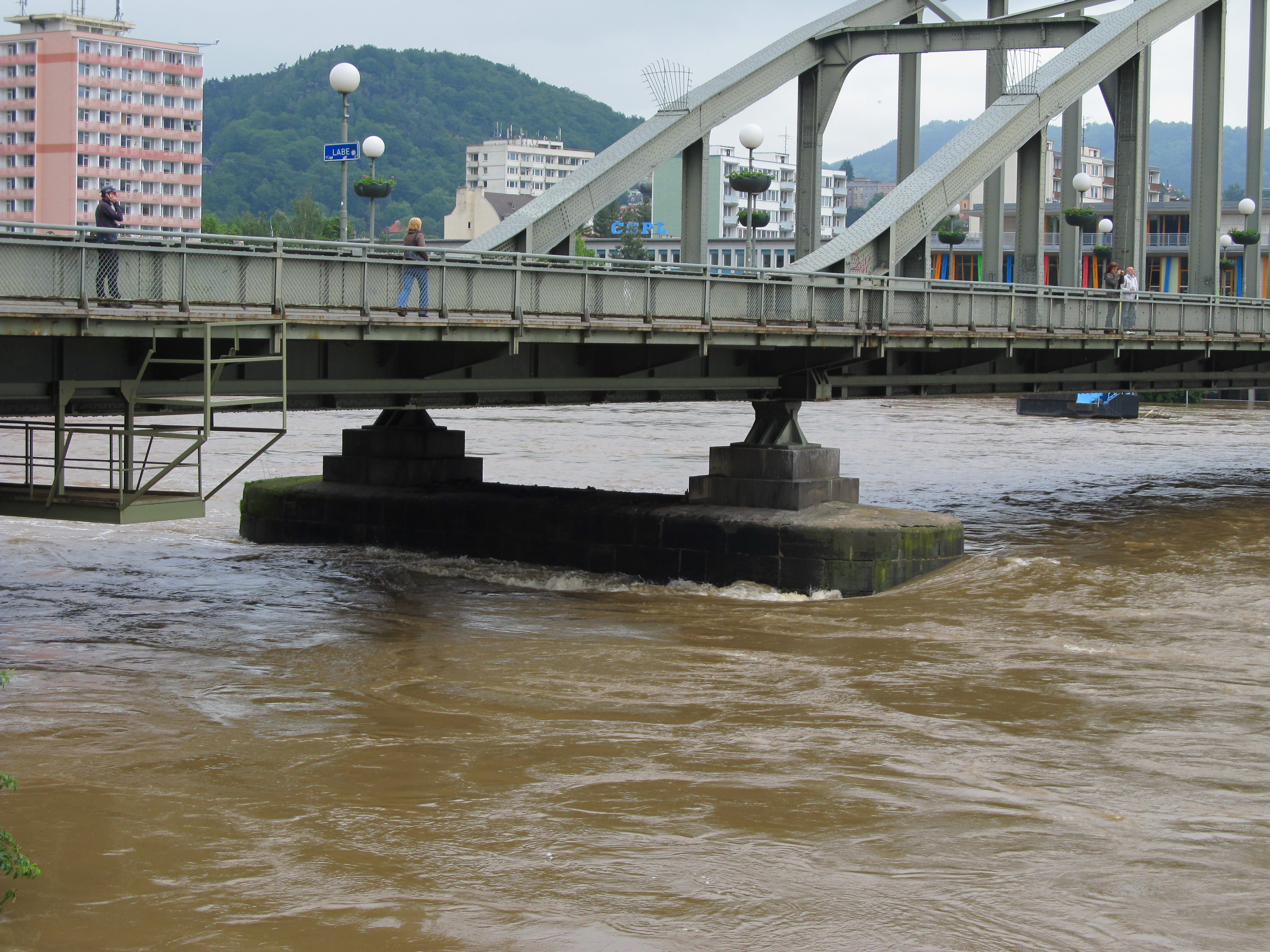
Mostní pilíř, vzdorující rozvodněnému Labi při povodních roku 2013, zhruba několik hodin po kulminaci (10,71 m).
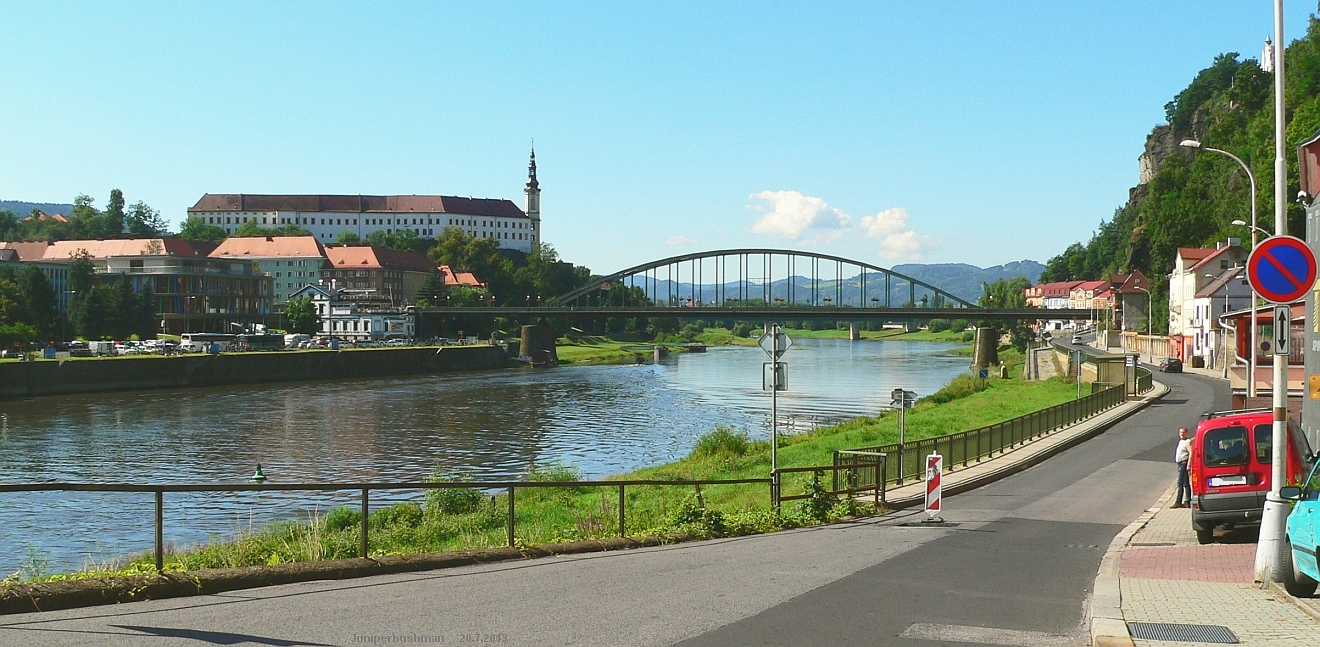
Pohled od žel. zastávky Děčín-Přípeř na zámek a Tyršův most
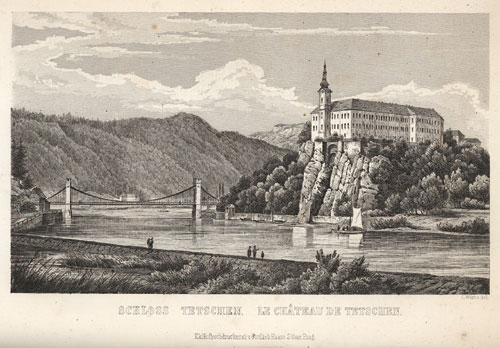
Děčínský zámek s řetězovým mostem císařovny Alžběty v roce 1855